# Kim Merritt
Kim Merritt (Racine (Wisconsin), 22 de mayo de 1955) es una corredora de fondo retirada estadounidense, ganadora de la prestigiosa maratón de Nueva York en la edición del año 1975.
En 1976, ganó la maratón de Boston y la de Honolulú. Estuvo activa desde 1973 a 1984.